# Komsomolskajatorget

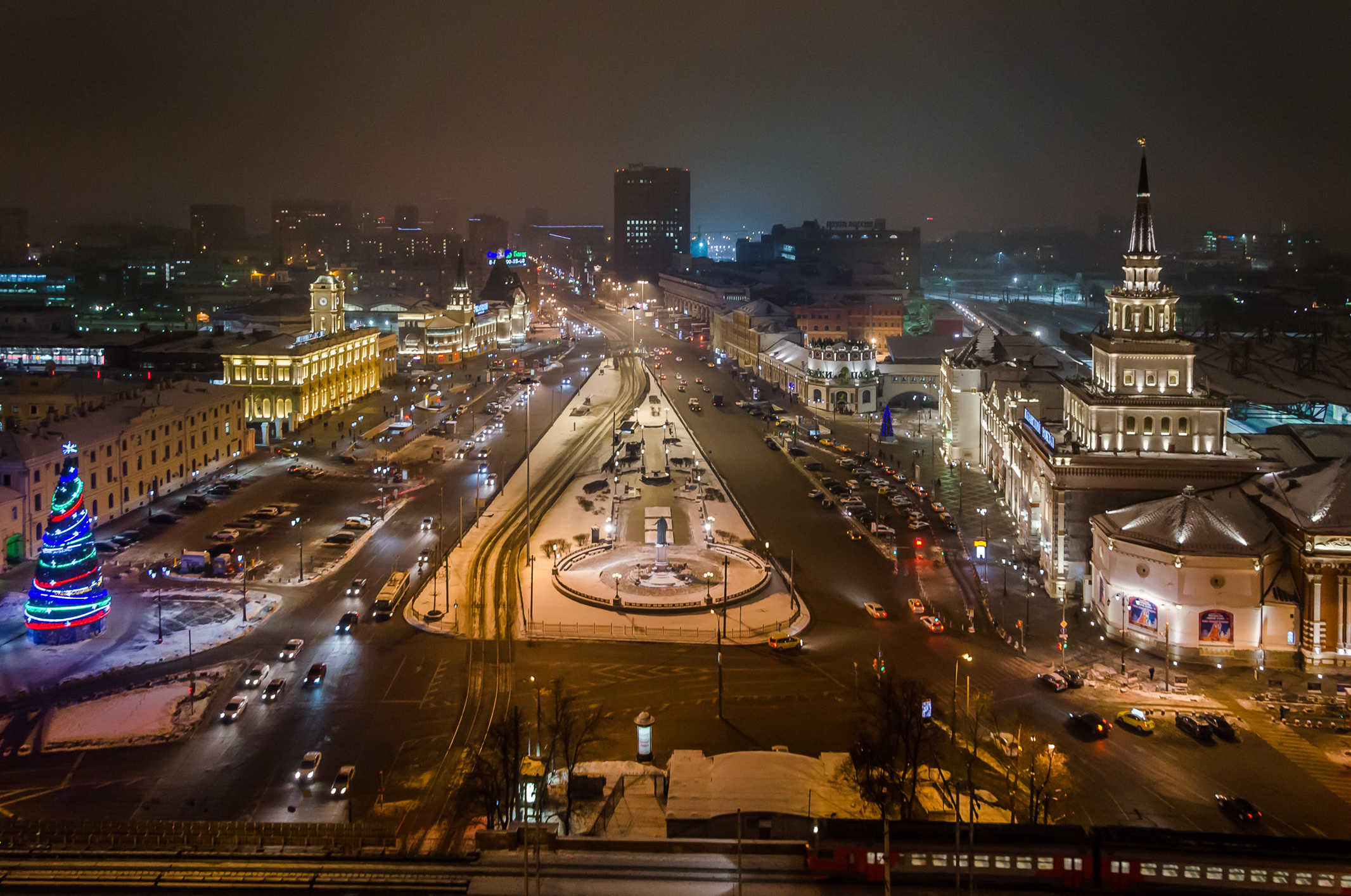
Komsomolskajatorget.

Komsomolskajatorget (ryska: Комсомо́льская пло́щадь, Komsomolskaja Plosjtjad), är ett av Moskvas mest trafikerade torg, där tre stora järnvägsstationer ligger; Leningradskij, Jaroslavskij och Kazanskij. Torget kallas vardagligt Trestationstorget eller bara Tre stationerna.